# Natasha Thomasová
Natasha Thomasová (* 27. září 1986, Roskilde) je dánská zpěvačka. V roce 2003 vydala svůj debutový singl, cover verzi písně Carly Simonové Why (Does Your Love Hurt So Much). Působila také jako modelka pro značku Lacoste.

## Diskografie
- Save Your Kisses (2004)
- Playin' With Fire (2006)